# Appignano del Tronto
Appignano del Tronto är en ort och kommun i provinsen Ascoli Piceno i regionen Marche i Italien. Kommunen hade 1 728 invånare (2018).